# Jürgen Sprich
Jürgen Sprich (ur. w 1969 roku) – niemiecki kolarz górski, dwukrotny mistrz Europy.

## Kariera
Największe sukcesy w karierze Jürgen Sprich osiągnął w latach 1992-1993, kiedy dwukrotnie zwyciężał w downhillu podczas mistrzostw Europy w kolarstwie górskim. W 1992 roku w Mölbrücke wyprzedził Szwajcara Alberta Itena i Belga Paula Herijgersa, a rok później Włocha Bruno Zanchiego oraz Francuza Vincenta Julliota. Nigdy nie zdobył medalu na Mistrzostwa świata w kolarstwie górskim, nigdy też nie wystąpił na igrzyskach olimpijskich. W 1985 roku zdobył za to srebrny medal na przełajowych mistrzostwach świata w Monachium, gdzie wyprzedził go tylko Szwajcar Beat Wabel. Reprezentował klub SV Kirchzarten.